# 오모토 게이
오모토 게이(일본어: 尾本 敬, 1984년 7월 21일 ~ )는 일본의 전 축구 선수이다.

## 구단 경력
그는 2003년부터 2019년까지 J리그의 요코하마 F. 마리노스, 더스파 구사쓰, 미토 홀리호크, 도치기 SC, 블라우블리츠 아키타에서 활동하였다.